# Hagiotoponymie

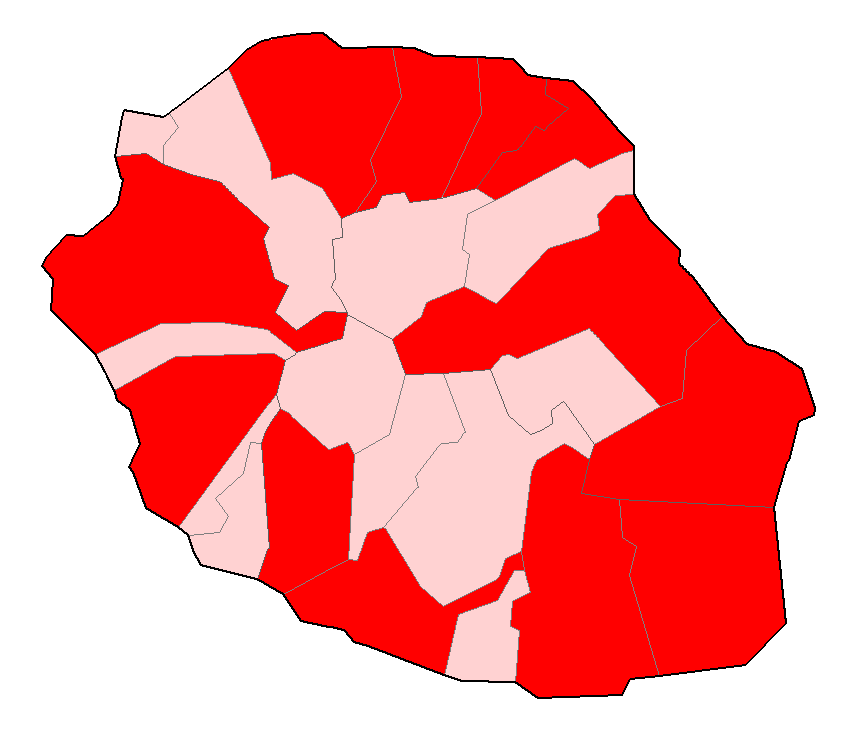
Carte représentant les communes de la Réunion qui sont des hagiotoponymes.

 (mai 2023).
L'hagiotoponymie (du grec hagios « saint », topos « lieu » et ónuma, variante dialectale d'ónoma « nom ») est une discipline onomastique qui étudie le nom de lieu en rapport avec un nom de saint, et, par extension, avec la religion.

## Définition
On appelle hagiotoponymes les noms de lieu formés à partir du nom :
1. d'un saint, par exemple Val-Saint-Lambert (Liège, Belgique)
2. d'une fête religieuse, par exemple Pokrovsk (Russie)[réf. nécessaire]
3. de Dieu, par exemple La Trinité-sur-Mer (Morbihan, France)
4. d'une église, par exemple Iglesias (Sardaigne, Italie)
5. d'un monastère, par exemple Sinaia (Valachie, Roumanie)[réf. nécessaire]
6. d'un pèlerinage, par exemple Boulogne-Billancourt (Hauts-de-Seine, France)
7. d'une relique, par exemple Aix-la-Chapelle (Nord Rhein, Allemagne).

L'hagiotoponymie d'après la titulature des églises fournit aux historiens et géographes des renseignements sur la diffusion du christianisme, son organisation et, de même, sur l'état démographique, social et économique des paroissiens attachés à ces églises. Elle donne également des informations sur les domaines ayant appartenu à la paroisse, à une confrérie ou à un ordre religieux.
On distingue les hagiotoponymes évidents, par exemple en France les noms précédés du mot saint, et les hagiotoponymes cachés[réf. nécessaire].
Les compositions hagiographiques qui déplacent un saint d'une localité à l'autre afin de relier des légendes topographiques à des hagiotoponymes et microtoponymes locaux, témoignent souvent de la volonté des commanditaires des hagiographies, de marquage ou d'appropriation d'un lieu, mais aussi d'attribution ou de légitimation de ce lieu où le saint n'est pas forcément passé.

## Hagiotoponymes en France

La question de l'émigration bretonne en Armorique peut être étudiée à partir de l'hagiotoponymie bretonne qui constitue une originalité en faisant précéder le nom du patron du village non pas de l'adjectif Saint, mais des éléments Ker-, Lan-, Loc-, ou comme sur cette carte Plou- et Plo-.

La France comporte de nombreux hagiotoponymes de villes, villages et hameaux formés pour la plupart au Moyen Âge, surtout après « l'ère des grands défrichements » du XIe siècle. Très souvent les villages prennent le nom de l'église locale dont ils adoptent le vocable (les noms des églises étant quant à elles apparues en relation avec les inventions et translations de reliques), substituant aux vieux noms d'origine celtique ou latine des noms de saints à l'historicité parfois douteuse. Selon le toponymiste Auguste Vincent, cet usage s'introduit dès la fin du VIe siècle, avec des formes d'abréviation telles que Saint-Georges pour Vicus Sancti Georgii (« le Vicus ou bourg de Saint-Georges ») ou Sanctus Stephanus (Saint-Étienne) au lieu de Basilica Sancti Stephani. En 1992, une commune française sur huit porte le nom d'un saint (soit 4 500 communes, ce qui correspond à un taux d'un peu plus de 12 %, correspondant à un peu plus de 1 000 noms de saints, des plus répandus aux plus obscurs). Ce taux atteint 29 % pour la Loire (98 communes sur 338), 28,6 % pour l'Ardèche (100 communes sur 349), et 23 % pour le Rhône (63 communes sur 269). 
Les hagiotoponymes les plus répandus en France sont pour les saints : Saint-Martin (237 communes), Saint-Pierre (175 communes), Saint-Jean (175 communes), Saint-Germain (126 communes), Saint-Georges (100 communes), Saint-Laurent (94 communes), Saint-Julien (Julien de Brioude ou Julien l'Hospitalier) (93 communes), Saint-Hilaire (Hilaire de Poitiers ou Ilère de Mende) (80 communes) ; pour les saintes : Sainte-Marie (44 communes), Sainte-Colombe (28 communes), Sainte-Gemme, Sainte-Eulalie et Sainte-Foy (16 communes), Sainte-Marguerite (12 communes), Sainte-Radegonde (11 communes).

### Principaux hagiotoponymes par département
| Département                 | Nombre total | Proportion département | Hagiotoponymes les plus courants | Hagiotoponymes cachés | Hagiotoponymes uniques |
| --------------------------- | ------------ | ---------------------- | -------------------------------- | --------------------- | ---------------------- |
| 01. Ain                     |              |                        |                                  |                       |                        |
| 02. Aisne                   |              |                        |                                  |                       |                        |
| 03. Allier                  |              |                        |                                  |                       |                        |
| 04. Alpes-de-Haute-Provence |              |                        |                                  |                       |                        |
| 05. Hautes-Alpes            |              |                        |                                  |                       |                        |
| 06. Alpes-Maritimes         |              |                        |                                  |                       |                        |
| 07. Ardèche                 |              |                        |                                  |                       |                        |
| 08. Ardennes                |              |                        |                                  |                       |                        |
| 09. Ariège                  |              |                        |                                  |                       |                        |
| 10. Aube                    |              |                        |                                  |                       |                        |